# 児玉頼信
児玉 頼信（こだま らいしん、1948年5月17日 - ）は、日本の俳優。宮崎県出身。血液型はO型、身長は176cm、体重は86kg、バスト97cm、ウェスト97cm、ヒップ106cm、靴サイズ26.5cmである。趣味は料理・写真、特技は柔道・日舞・日向弁である。宝井プロジェクト所属。

## 出演

### テレビドラマ

#### NHK
- ドラマ新銀河（NHK）
  - おんなは全力疾走!（1997年） - 現場監督 役
- スキッと一心太助 - 役人 役
- 喪服のランデヴー - 葬儀委員長 役
- 死者からの手紙 - タクシー運転手 役
- 私の中の誰か〜買い物依存症の女たち〜2話
- 春の波涛 - 生島一 役
- たったひとりの反乱
- 連続テレビ小説
  - あぐり(148話) -  写真屋 役
  - ゲゲゲの女房 - 親類 役
  - エール - 社長 役[1][2]
- ドキュメンタリードラマ「1991　雲仙・普賢岳〜避難勧告を継続せよ〜」 - 鐘ヶ江島原市長 役
- 七つの会議 - 重役 役
- 藤子・F・不二雄 SF短編ドラマ シーズン3「オヤジ・ロック」（2025年3月26日）[3]

#### 日本テレビ
- 火曜サスペンス劇場
  - 「深く埋めて」（1987年10月、PDS）
  - 「松本清張スペシャル・家紋」（1990年2月、松竹）
  - 「弁護士・朝日岳之助10 刑法第一三四条」（1997年7月、国際放映） - 五十嵐隆之 役
  - 「監察医・室生亜季子28」（2000年） - 江川喜一 役
  - 「警視庁鑑識班11」（2001年1月、ジャパンヴィステック制作）
  - 「監察医・室生亜季子33」（2003年） - 中西先生  役
- 誇りの報酬 第18話「真昼の挑戦者」（1986年） - 刑務所職員 役
- 刑事貴族 第5話（1990年）
- Pure Soul〜君が僕を忘れても〜（2001年4月9日 - 6月25日、日本テレビ）
- ラストプレゼント 娘と生きる最後の夏 - 市長 役
- くりぃむしちゅーのたりらリラ〜ン
- ナイトホスピタル〜病気は眠らない〜
- 87%（2005年）
- ヤスコとケンジ - 椿物産の役員 役
- 秘密諜報員 エリカ - 藤村淳一郎 役
- あなたの番です（2019年） - 副署長 役[4]
- 私たちはどうかしている（2020年）[5]
- 相続探偵 第6話（2025年3月1日） - 銭湯の常連客 役[6]
- 恋愛禁止 第5話（2025年7月31日、読売テレビ） - 倉島隆の父 役[7]

#### TBS
- 仮面ライダーBLACK
  - 第25話 - 医者 役
  - 第44話 - 父 役
- 松本清張サスペンス 黒い画集・証言
- 若葉のころ（1996年） - 相沢悟郎の上司（タクシー会社） 役
- オトナの男（1997年）
- ザ・ドクター - 患者 役
- 早乙女千春の添乗報告書
- 松本清張特別企画・顔
- 池袋ウエストゲートパーク（2001年） - 沖みきお代議士 役
- 世界で一番熱い夏 第7・9・10話（2001年）- 法務大臣 役
- ビッグウイング 第2話（2001年）
- ヨイショの男（2002年）- 医者 役
- あなたの人生お運びします（2003年）- 銀行員 役
- 笑顔の法則（2003年）
- 元カレ（2003年）- 町内会長 役
- 末っ子長男姉三人 - ラジオ局部長 役
- きらきら研修医
- クロサギ
- となりの芝生 - クラブの客 役
- SPEC〜警視庁公安部公安第五課 未詳事件特別対策係事件簿〜（2011年） - 管直入 役
- 刑事のまなざし 第7話（2013年11月18日） - 牧師 役[8]
- 東京スカーレット〜警視庁NS係（2014年） - 望月徳雄 役
- 女はそれを許さない 第1話（2014年10月21日） - ナナフーズ社長 役
- 月曜名作劇場
  - 「湯けむりバスツアー 桜庭さやかの事件簿7」（2016年） - 青島専務 役
  - 「銭の捜査官 西カネ子1」（2016年） - 大友健吾 役

#### フジテレビ
- 永遠の君へ - 教頭 役
- 救命病棟24時 - 谷六郎 役
- 医龍
- 1リットルの涙
- 離婚弁護士SP
- ザ・ヒットパレード〜芸能界を変えた男・渡辺晋物語〜
- 花村大介 （関西テレビ制作） - 裁判長 役
- 真珠夫人 - 竹山常務 役
- はるちゃん6 - 金井道弘 役
- お金がない!1話
- まだ恋は始まらない
- ロケットボーイ6-7話
- 眠れる森10話
- ひとつ屋根の下11話 - 児玉頼信 役
- 救命病棟24時スペシャル2002 - 船の乗務員 役
- 金曜エンタテイメント ヒューマンドラマシリーズ1 - 乳房再建 役
- 北の国から89帰郷
- 白線流し〜旅立ちの歌〜
- 古畑任三郎 S2第1話（通算第14回、1996年1月10日、フジテレビ） - 稲垣啓子（犯人の婚約者）の父 役
- あゝ離婚式
- 婚カツ!
- 黒部の太陽
- 任侠ヘルパー 最終話 - 厚労省幹部 役
- 不毛地帯 - 政治部長 役
- 天使の代理人 Episode3（東海テレビ制作） - 花井医師 役
- 流れ星（2010年）
- ギルティ 悪魔と契約した女 （関西テレビ制作） - 理事長 役
- スクール!!（2011年） - 谷本健太郎 役
- 鍵のかかった部屋（2012年） - 谷二郎 役
- ショムニ2013（2013年） - 満天商事・専務 役
- ハクション大魔王（2013年）
- 信長協奏曲（2014年） - 又八 役
- Chef〜三ツ星の給食〜（2016年） - 笹本さん 役
- CRISIS 公安機動捜査隊特捜班（2017年） - 黒須一雄 役
- 金曜プレステージ
  - 「女医・倉石祥子2」（2013年） - 国村教授 役
- 金曜プレミアム
  - 「潔癖クンの殺人ファイル2」（2015年） - 津坂刑事 役
  - 「警部補・佐々木丈太郎8」（2016年） - 下総屋食堂店主 役
- 世にも奇妙な物語
  - 〜春の特別編〜 - 警察署係官 役
  - 「×（バツ）」（2015年） - 北山厚生労働大臣 役
  - 「美人税」（2016年） - 小野総理大臣 役
- 絶対零度～未然犯罪潜入捜査～（2020年） - 官房長官 役
- 竜の道 二つの顔の復讐者 第1話（2020年）[9]
- ミステリと言う勿れ　第3話（2022年1月24日）
- Re:リベンジ-欲望の果てに-（2024年4月11日 - ）[10] - 児島信一 役
- あなたを奪ったその日から 第2話（2025年4月28日、関西テレビ） - 冬平医院・院長 役[11]

#### テレビ朝日
- スーパー戦隊シリーズ
  - 高速戦隊ターボレンジャー - 和尚さん 役
  - 鳥人戦隊ジェットマン - 神父 役
  - 忍者戦隊カクレンジャー - 村田 役
  - 超力戦隊オーレンジャー - 正一の父ちゃん 役
  - 忍風戦隊ハリケンジャー - 教授 役
- ザ・ハングマンV 第4話（1986年）
- ザ★ゴリラ7
- 眠れぬ夜を抱いて - 顧問弁護士 役
- 女ふたり捜査官 スペシャル
- はぐれ刑事純情派
  - 第12シリーズ 第6話「宝くじを盗まれた死体!? 笑う女!」（1999年） - 片山隆一 役
  - （2001年） - 黒川五郎 役
  - （2003年）第11話「安浦刑事人質事件」 - 大滝健治 役
- 相棒
  - season2 第11話「秘書がやりました」（2004年1月7日） - 日本改革党党首 役
  - season6 最終話「黙示録」（2008年3月19日） - 名簿係 役
  - season12 第10話「ボマー〜狙撃容疑者特命係・甲斐享を射殺せよ！」（2014年1月1日） - 田所信一 役
  - season18 第19話「突破口」（2020年3月11日） - 松木大輔 役
  - season20（2022年） - 小国義久 役
- 豆腐屋直次郎の裏の顔2
- 七人の女弁護士 - 裁判長 役
- マイガール - 人事担当者 役
- サラリーマン金太郎第2シリーズ - 医者 役
- Dr.伊良部一郎（2011年） - 佐々木専務 役
- 俺の空 刑事編 - 第一通運社長 役
- 刑事7人
  - 第2シリーズ（2016年）
  - 第7シリーズ（2022年） - 嶋野駿夫 役
- 警視庁文書捜査官（2018年） - 須賀勇蔵 役
- ドクターX ～外科医・大門未知子～（2019年）[12]
- 土曜ワイド劇場
  - 混浴露天風呂連続殺人
  - 棟居刑事シリーズ - 与田刑事 役
  - 厄除け商売繁盛殺人事件
  - 明智小五郎VS金田一耕助
  - キソウの女2（2005年） - 鈴木幸造 役
  - 警視庁女性捜査班
  - 西村京太郎トラベルミステリー　東京・山形殺人ルート - 黒田敬太郎 役
  - 救急救命士・牧田さおり - 佐久間副所長 役
  - 交渉人 遠野麻衣子・最後の事件 （2010年） - 警視庁幹部 役
  - 検事・朝日奈耀子13 （2013年） - 水田 役
- 仮面ライダーガッチャード 第22話（2024年） - 信者 役

#### テレビ東京
- 事件・市民の判決（1996年）
- 警視庁考察一課（2022年） - 二階堂犬千代 役
- 水曜ミステリー9
  - 「新米事件記者・三咲1」（2005年） - 佐藤副署長 役
- 病院の治しかた～ドクター有原の挑戦～（2020年）[13]

#### BSその他
- LONG LOVE -遠嫁日本- - 森内 役 （上海TV）
- ケータイ刑事 銭形泪5話 - 茶沢茶太郎 役（BS-i）
- パンドラ（2008年 WOWOW 連続ドラマW）
- ビート（2011年 WOWOW 連続ドラマW）
- 外交風伝（2019年、中国） - 田中角栄 役[14]

#### 不明
- ネタ元
- 約束

### 映画
- まあだだよ - 生徒 役
- 赤い月
- CASSHERN
- 死国 - 運転手 役
- マルサの女2 - 信者 役
- 遠き落日 - 野口英世の義弟 役
- きこぱたとん - 主役の父 役
- スワロウテイル - 運転手 役
- 宮澤賢治 その愛
- Dollsドールズ - 新婦の父 役
- 大怪獣東京に現わる（1998年9月26日）
- ぼくが処刑される未来（2012年11月23日 ） - 裁判長 役
- 探偵はBARにいる2 ススキノ大交差点（2013年5月11日）
- シン・ゴジラ（2016年7月29日） - 岩田剛（厚生労働大臣） 役[15]

### 舞台
- 新吾十番勝負
- 雪の渡り鳥
- 塩祝申そう
- ミツコ
- 三人の石松 - 新歌舞伎座
- おてんば娘浪花の捕物帳 - 新歌舞伎座
- 忠臣蔵異聞 薄桜記 - 新歌舞伎座
- 新春暴れ獅子 - 明治座